# ماكس ميركل
ماكس ميركل (بالألمانية: Max Merkel)‏ (و. 1918 – 2006 م) هو لاعب كرة قدم، ومدرب كرة قدم ألماني، ولد في فيينا، مركز لعبه هو مُدَافِع، توفي في بوتزبغون، عن عمر يناهز 88 عاماً.

## روابط خارجية
- ماكس ميركل على موقع قاعدة بيانات كرة القدم.إي يو (الإنجليزية)
- ماكس ميركل على موقع بيانات كرة القدم. دي إي (الألمانية)
- ماكس ميركل على موقع ناشيونال فوتبول تيمز (الإنجليزية)
- ماكس ميركل على موقع عالم كرة القدم.نت (الإنجليزية)